# 100 nationale touristische Objekte
100 nationale touristische Objekte ist eine touristische Initiative in Bulgarien, die 1966 initiiert wurde. Der vollständige Name lautet Lerne Bulgarien kennen – 100 nationale touristische Objekte (bulgarisch Опознай България – 100 национални туристически обекта).

## Intention und Organisation
Zielgruppe der Initiative sind inländische bulgarische Touristen. Sie sollen angespornt werden, die bekanntesten touristischen Objekte Bulgariens zu besuchen und kennenzulernen.
Unter den 100 ausgesuchten Objekten sind kulturelle, historische, geografische, archäologische und architektonische Denkmäler von weltweiter, nationaler und regionaler Bedeutung. Die bedeutendsten Kirchen und Klöster, historische Orte, Ausgrabungsstätten („Architektur-Reservate“, „historisch-archäologische Reservate“), Naturphänomene und hohe Berggipfel geben umfassendes Bild vom reichen kulturhistorischen Erbe in Bulgarien sowie von der Natur des Landes.

### Stempel und Verlosungen

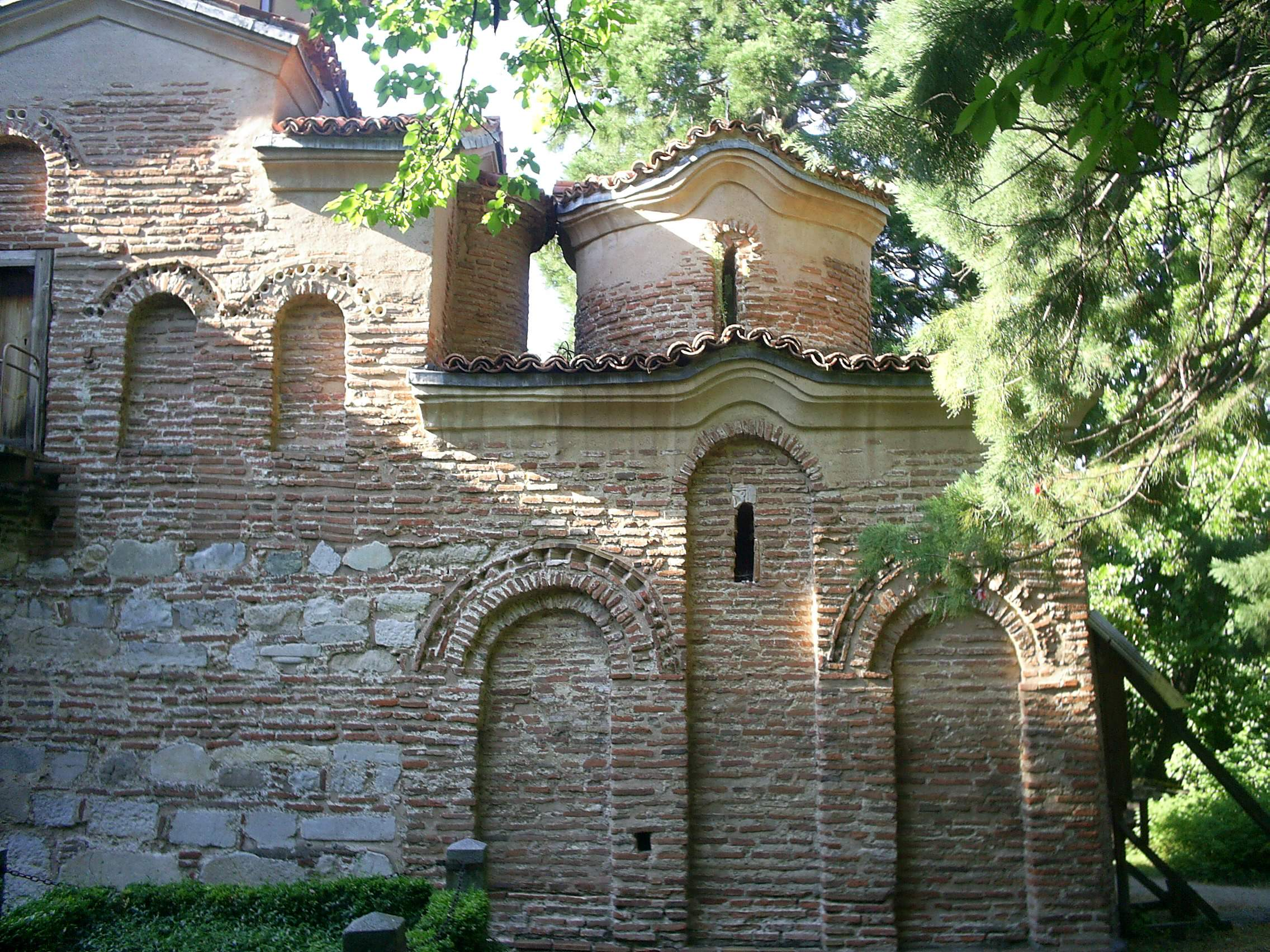
Kirche von Bojana, UNESCO-Welterbe

Der Besuch dieser Objekte wird durch Abstempeln in einem Stempelheft bestätigt. Die Stempel befinden sich in der Nähe oder in dem besuchten Objekt. Diese Stempelhefte sind beim Bulgarischen Tourismusverband zu beziehen, der auch Mitinitiator der Initiative „100 nationale touristische Objekte“ ist. Die Stempelhefte sind auch in den 100 Objekten oder bei den Ortsgruppen des Bulgarischen Tourismusverbandes zu kaufen.
Für den Besuch von 25, 50 bzw. 100 nationalen Objekten bekommt man ein bronzenes, silbernes oder goldenes Abzeichen vom nationalen Organisationskomitee des Bulgarischen Tourismusverbandes.
Das Organisationskomitee führt jährlich im August eine Verlosung unter den Neuerwerbern der Abzeichen durch, bei denen es Reisen ins Ausland oder in Bulgarien zu gewinnen gibt bzw. touristische Ausrüstungsutensilien, wie Fahrräder, Zelte, Schlafsäcke oder kleinere Gewinne.
Nach dem Machtwechsel von 1989 wurden einige Objekte, die mit der kommunistischen Geschichte Bulgariens zusammenhingen, durch neue ersetzt. Die seit 2003 vorliegende Version und Nummerierung der Liste war mindestens bis 2008 gültig.

### Organisatoren
Mitorganisatoren der Initiative 100 nationale touristische Objekte sind:
- der Bulgarische Tourismusverband,
- das Ministerium für Kultur,
- das Bildungsministerium,
- die staatliche Agentur für Jugend und Sport
- der Heilige Synod der Bulgarisch-Orthodoxen Kirche
- das Ministerium für Umwelt und Gewässer,
- der Bulgarische Automobilverband,
- das Bulgarische Rote Kreuz,
- das Bulgarische Nationalradio und
- das Bulgarische Staatsfernsehen.

## Liste der 100 nationalen Objekte Bulgariens

### Gegenwärtige Liste nach Oblasten
| Nr. | Oblast         | Ort             | Objekt |
| --- | -------------- | --------------- | --- |
| 1   | Blagoewgrad    | Bansko          | das Weljanow-Haus, das Museum „Neofit Rilski“, das Museum „Nikola Wapzarow“, die Dauerausstellung mit Ikonen „Die Künstlerschule von Bansko“, die Kirche „Sweta Troiza“                            |
| 2   | Blagoewgrad    | Pirin-Gebirge   | der Gipfel Wichren |
| 3   | Blagoewgrad    | Dobarsko        | die Kirche „Sweti Teodor Tiron und Teodor Stratilat“ |
| 4   | Blagoewgrad    | Melnik          | das historische Museum, das Kordopoulos-Haus, das Kloster Roschen „Sweto Roschdestwo Bogoroditschno“ im Nachbarort Roschen                                                                         |
| 5   | Blagoewgrad    | Petritsch       | das Dorf Rupite, die Gedächtniskirche „Sweta Petka Balgarska“, die Festung Samuil |
| 6   | Burgas         | Nessebar        | das architektonisch-historische Reservat, das Archäologische Museum, das Salzmuseum in Pomorie |
| 7   | Burgas         | Burgas          | die Kathedrale der Heiligen Brüder Kiril und Methodius, das Naturschutzgebiet Poda |
| 8   | Burgas         | Malko Tarnowo   | die historische Gegend „Petrowa Niwa“, das historische Museum |
| 8a  | Burgas         | Sosopol         | das Archäologische Museum Sosopol |
| 9   | Warna          | Warna           | das regionale historische Museum Warna, das Kriegsmarinemuseum |
| 10  | Warna          | Dewnja          | das Mosaikenmuseum |
| 11  | Weliko Tarnowo | Weliko Tarnowo  | das architektonisch-historische Reservat Zarewez, das regionale historische Museum, das architektonisch-historische Reservat Arbanasi                                                              |
| 12  | Weliko Tarnowo | Swischtow       | das Museumshaus „Aleko Konstantinow“ |
| 13  | Widin          | Widin           | Festung Baba Wida |
| 14  | Widin          | Rabischa        | die Höhle Magura |
| 15  | Widin          | Belogradtschik  | die Felsen und die Festung von Belogradtschik, das regionale historische Museum |
| 16  | Wraza          | Wraza           | die Höhle Ledenika, das regionale historische Museum |
| 17  | Wraza          | Okoltschiza     | der Ort an dem Christo Botew im Kampf fiel |
| 18  | Wraza          | Kosloduj        | das Museumsschiff Radetzky, das Denkmal für Christo Botew und seinen Trupp |
| 19  | Gabrowo        | Gabrowo         | das ethnografische Freilichtmuseum Etar, das Bildungsmuseum, das geografische Zentrum Bulgariens in Usana                                                                                          |
| 20  | Gabrowo        | Boscheniza      | das architektonisch-historische Reservat |
| 21  | Gabrowo        | Trjawna         | das Spezialmuseum für Holzschnitzerei und ethnografische Kunst |
| 22  | Gabrowo        | Drjanowo        | das Kloster Drjanowo, das Museum „Koljo Fitscheto“, die Höhle Batscho Kiro |
| 23  | Dobritsch      | Dobritsch       | das Erinnerungshaus „Jordan Jowkow“, die Bildergalerie |
| 24  | Dobritsch      | Baltschik       | das architektonisch-historische Reservat Dworeza, das Ausgrabungsgebiet Kaliakra in Kawarna |
| 25  | Kardschali     | Kardschali      | das thrakische Heiligtum Perperikon, das regionale historische Museum, das Kloster Sweti Joan Prodrom                                                                                              |
| 26  | Kjustendil     | Kjustendil      | die Galerie Wladimir Dimitrow - Maistora, das Museumshaus Dimitar Peschew |
| 27  | Kjustendil     | Osogowogebirge  | der Berggipfel Ruen |
| 28  | Kjustendil     | Rila-Gebirge    | das Rilakloster |
| 29  | Kjustendil     | Rila-Gebirge    | die Berghütte Skakawiza und die Sieben Rila-Seen |
| 30  | Lowetsch       | Lowetsch        | das ethnografische Museum, die Kneipe Karkinsko, das Museum „Wasil Lewski“, das Höhlenhaus in der Stadt Lukowit                                                                                    |
| 31  | Lowetsch       | Trojan          | das Kloster Trojan „Uspenie Bogoroditschno“, das naturkundliche Museum im Dorf Tscherni Osam |
| 32  | Lowetsch       | Tetewen         | das historische Museum |
| 33  | Lowetsch       | Brestniza       | die Höhle Saewa Dupka |
| 34  | Montana        | Berkowiza       | der Berggipfel Kom, das ethnografische Museum |
| 35  | Pasardschik    | Pasardschik     | die Kathedrale „Sweta Bogorodiza“, das Museumshaus „Stanislaw Dospewski“ (Stanislaw Dospewski), das regionale historische Museum                                                                   |
| 36  | Pasardschik    | Panagjurischte  | die historische Gegend „Oborischte“, das Museumshaus „Rajna Knjaginja“ |
| 37  | Pasardschik    | Peschtera       | die Sneschanka-Höhle |
| 38  | Pasardschik    | Batak           | das historische Museum |
| 55  | Pasardschik    | Welingrad       | das historische Museum |
| 70  | Pasardschik    | Brazigowo       | das städtische historische Museum |
| 39  | Pernik         | Tran            | die Tran-Schlucht (bulg. Трънско ждрело/Transko Schdrelo) des Flusses Erma |
| 40  | Plewen         | Plewen          | das Mausoleum „Sweti Georgi Pobedonosez“, das Panorama Plewenska Epopeja- 1877, das regionale historische Museum                                                                                   |
| 41  | Plowdiw        | Plowdiw         | das antike Theater, das architektonisch-historische Reservat „Altes Plowdiw“, das ethnografische Museum, das historische Museum, die Kirche „Sweti Konstantin i Elena“                             |
| 42  | Plowdiw        | Peruschtiza     | das historische Museum |
| 43  | Plowdiw        | Sopot           | die Muttergottes-Kirche „Wawedenie Bogoroditschno“, das Museumshaus „Iwan Wasow“ (Iwan Wasow) |
| 44  | Plowdiw        | Karlowo         | das nationale Museum „Iwan Wasow“ |
| 45  | Plowdiw        | Kalofer         | das nationale Museum „Christo Botew“ (Christo Botew) |
| 46  | Plowdiw        | Balkangebirge   | der Berggipfel Botew |
| 47  | Plowdiw        | Assenowgrad     | das Batschkowo-Kloster, die Festung Assenowgrad |
| 67  | Plowdiw        | Starosel        | der thrakische Kirchenkomplex |
| 48  | Rasgrad        | Rasgrad         | das architektonisch-historische Reservat Abrittus |
| 49  | Rasgrad        | Isperich        | das historische Museum, das historisch-archäologische Museum Sborjanowo, das thrakische Königsgrab, die thrakische Stadt Chelis, der heilige alevitische Platz Demir-Baba-Tekke im Dorf Sweschtari |
| 50  | Russe          | Russe           | das Museumshaus „Sachari Stojanow“ (Sachari Stojanow), das Pantheon |
| 51  | Silistra       | Silistra        | das historische Museum, die Festung Silistra |
| 52  | Silistra       | Silistra        | das Biosphärenreservat Srebarna |
| 53  | Silistra       | Tutrakan        | die Kriegsgräber, das Museum der Donaufischerei und der Donauschifffahrt (Donauschifffahrt) |
| 54  | Sliwen         | Sliwen          | das Museumshaus „Chadschi Dimitar“ (Chadschi Dimitar), das Nationalmuseum der Textilindustrie |
| 55  | Sliwen         | Kotel           | das Panteon von „Georgi Rakowski“ (Georgi Rakowski), das Museum der Aktivisten aus Kotel bei der Bulgarischen Wiedergeburt, das naturwissenschaftliche Museum                                      |
| 56  | Sliwen         | Kotel           | das architektonisch-historische Reservat Scherawna, das Museumshaus „Jordan Jowkow“ (Jordan Jowkow)                                                                                                |
| 58  | Sofia-Stadt    | Sofia           | das Nationalmuseum für Geschichte, das Nationalmuseum Kirche von Bojana |
| 59  | Sofia-Stadt    | Sofia           | die Alexander-Newski-Kathedrale mit der Krypta |
| 60  | Sofia-Stadt    | Sofia           | das Nationale kirchliche historisch-archäologische Museum bei der Heiligen Synod |
| 61  | Sofia-Stadt    | Sofia           | der Nationale Kulturpalast |
| 62  | Sofia-Stadt    | Sofia           | die Nationalgalerie, das Museum des Ethnografischen Institutes bei der Bulgarischen Akademie der Wissenschaften                                                                                    |
| 64  | Sofia-Stadt    | Sofia           | das Nationalmuseum „Die Erde und die Menschen“ |
| 65  | Sofia-Stadt    | Sofia           | das Nationale naturwissenschaftliche Museum der Bulgarischen Akademie der Wissenschaften |
| 66  | Sofia-Stadt    | Sofia           | Museum der Geschichte des Sportes im Wassil-Lewski-Nationalstadion |
| 68  | Sofia-Stadt    | Sofia           | das Museum im Nationalen Archäologischen Institut der Bulgarischen Akademie der Wissenschaften |
| 69  | Sofia-Stadt    | Sofia           | der Zoo |
| 71  | Sofia-Stadt    | Sofia           | die Kirche „Sweta Sofia“ |
| 72  | Chaskowo       | Chaskowo        | die Marienstatue von Chaskowo |
| 74  | Sofia-Stadt    | Sofia           | der Gipfel Tscherni Wrach im Witoscha-Gebirge |
| 75  | Sofia          | Kopriwschtiza   | das architektonisch-historische Reservat |
| 76  | Sofia          | Sredna Gora     | der Gipfel Großer Bogdan |
| 77  | Sofia          | Klissura        | das historische Museum |
| 78  | Sofia          | Osenowlag       | das Kloster „Sedemte Prestola“ |
| 79  | Sofia          | Samokow         | das historische Museum, das Kloster Popkow Bogoroditschen |
| 80  | Sofia          | Rila-Gebirge    | der Gipfel Musala |
| 81  | Sofia          | Botewgrad       | der Uhrturm von Botewgrad |
| 82  | Sofia          | Skrawena        | das Kloster „Sweti Nikolij“, das Kloster „Sweto Preobraschenez“, das Denkmal mit den Gebeinen von Botews Tschetniks                                                                                |
| 63  | Sofia          | Etropole        | das historische Museum, der Uhrturm, das Kloster „Sweta Troiza“ (Kloster Etropole) |
| 83  | Smoljan        | Smoljan         | das historische Museum, das Planetarium |
| 84  | Smoljan        | Pamporowo       | den Gipfel Sneschanka, die Höhle Uchlowiza |
| 85  | Smoljan        | Rhodopen        | der Gipfel Großer Perelik, die Felsformation Tschudnite Mostowe |
| 86  | Smoljan        | Slatograd       | das ethnografische Ausstellungsgebiet |
| 87  | Smoljan        |                 | Schiroka Laka |
| 88  | Smoljan        |                 | die Stromschnellen Trigrader Schlucht, die Höhle Djawolskoto Garlo, die Berghütte Trigradski Skali                                                                                                 |
| 89  | Smoljan        |                 | die Höhle Jagodinska Pschtera, die Stromschnelle Bujnowsko Schdrelo |
| 90  | Stara Sagora   | Stara Sagora    | Wohnstätten aus dem Neolithikum, der Gedenkkomplex „Die Verteidiger von Stara Sagora“, das historische Museum                                                                                      |
| 91  | Stara Sagora   | Kasanlak        | das Literaturmuseum „Tschudomir“, das Thrakergrab von Kasanlak |
| 92  | Stara Sagora   | Schipka (Stadt) | die Gedächtniskirche „Roschdestwo Chritowo“ |
| 93  | Stara Sagora   | Schipkapass     | das Nationalparkmuseum Schipka, das Freiheitsdenkmal |
| 72  | Stara Sagora   | Tschirpan       | das Museumshaus „Pejo Jaworow“ (Pejo Jaworow), die Galerie „Nikola Manew“, das Dorf Slatna Liwada, das Kloster „Sweti Anastasij“                                                                   |
| 73  | Chaskowo       | Dimitrowgrad    | historisches Museum, Museumshaus „Penjo Penew“ (Penjo Penew) |
| 94  | Schumen        | Schumen         | das historisch-archäologisches Reservat Festung Schumen, das historische Museum, das Denkmal „1300 Jahre Bulgarien“                                                                                |
| 95  | Schumen        | Schumen         | die Tombul-Moschee „Schefir Chalil Pascha“ |
| 96  | Schumen        | Pliska          | das historisch-archäologische Reservat „Pliska“, die große Basilika in Pliska |
| 97  | Schumen        | Madara          | das archäologische Reservat (Reiter von Madara) |
| 98  | Schumen        | Weliki Preslaw  | das historisch-archäologische Reservat „Weliki Preslaw“ |
| 99  | Jambol         | Jambol          | die antike Stadt Kabile, das historische Museum |
| 100 | Jambol         | Elchowo         | das ethnografische Museum |

### Liste bis 1989
Von 1966 bis 1989 gehörten folgende Objekte zu den 100 nationalen Objekten Bulgariens:
1. Bansko – das Museumshaus „Nikola Wapzarow“ (Nikola Wapzarow);
2. Pirin – der Gipfel Wichren;
3. Melnik – das historische Museum;
4. Burgas – das Petrochemische Kombinat (Werk);
5. Nessebar – der Ferienort Slantschew brjag;
6. Sosopol – das historische Museum;
7. Warna – das Kloster Aladscha;
8. Warna – das Militärhistorische Museum, das Museum der Völkerfreundschaft;
9. Pobiti Kamani
10. die Mündung des Flusses Kamtschija, das Denkmal der U-Boot-Fahrer;
11. Widin – die Festung Baba Wida;
12. Rabischa – die Höhle Magura;
13. Belogradtschik – die Felsen von Belogradschik und die mittelalterliche Festung;
14. Wraza – das historische Museum;
15. die Höhle Ledenika;
16. Kosloduj – das Denkmal von „Christo Botew“;
17. der Gipfel Okoltschiza – der Ort an dem Christo Botew im Kampf fiel;
18. Weliko Tarnowo – das historische Museum, die Festung Zarewez, das Preobraschenski-Kloster;
19. Swischtow – das historische Museum „Aleko Konstantinow“, die Stelle, an der die russischen Truppen 1877 im Befreiungskrieg (1877–1878) über die Donau setzten;
20. Gabrowo – das Museumshaus „Mitko Palausow“;
21. Gabrowo – das ethnografische Freilichtmuseum Etara;
22. Drjanowo – das Kloster Drjanowo, die Höhle Batscho Kiro.
23. Trjawna – das Museum für Holzschnitzerei
24. Balkangebirge – die Berghütte Partisanska;
25. Kjustendil – das historische Museum, die Galerie Wladimir Dimitrow - Maistora;
26. das Rilakloster;
27. Rila – die Sieben Rila-Seen;
28. Kardschali – das Blei-Zink-Werk, der Stausee Kardschali;
29. Lowetsch – Museum und Denkmal von Wasil Lewski;
30. Trojan – das Kloster Trojan;
31. Tetewen – das historische Museum;
32. die Gegend Kostina – das Denkmal von Georgi Benkowski (Georgi Benkowski);
33. Goljam Iswor – das Museumshaus „Das erste Gebietsrevolutionskomitee in Bulgarien“;
34. Bestniza – die Höhle Saewa Dupka,
35. Karkina – das Museum „Die Kneipe von Karkina“;
36. Berkowiza – das Museumshaus Iwan Wasow;
37. Petrochan – den Gebirgspass, das Denkmal von Georgi Dimitrow und Wassil Kolarow;
38. Pasardschik – die Galerie „Stanislöaw Dospewski“;
39. Michailowgrad (heute Montana) – Museum des Septemberaufstandes 1923 (Septemberaufstand);
40. Batak – das historische Museum;
41. Batak – das Partisanenlager „Techeran“;
42. Welingrad – das Museumshaus „Wela Peewa“ (Wela Peewa);
43. Brazigowo – das historische Museum;
44. Peschtera – das Wasserkraftwerk Peschtera;
45. Panagjurischte – das historische Museum;
46. Panagjurischte – die Gegend Oborischte;
47. Pernik – das historische Museum;
48. Kowatschewzi – das Museumshaus „Georgi Dimitrow“;
49. Slischowzi – Denkmal mit den Gebeinen von Partisanen;
50. Plewen – das militärhistorische Museum, der park Kaijlaka;
51. Plowdiw – archäologisches und ethnografisches Museum;
52. Peruschtiza – das historische Museum;
53. Kalofer – das Museumshaus „Christo Botew“;
54. Karlowo – das Museumshaus „Wasil Lewski“:
55. Sopot – das Museumshaus „Iwan Wasow“;
56. Klissura – das historische Museum;
57. Balkangebirge – der Gipfel Botew;
58. Chissarja – das historische Museum;
59. Batschkowo – das Kloster Batschkowo, die Assenow-Festung;
60. Sredna Gora – der touristische Gedenkkomplex „Buntowna“;
61. Rasgrad – das Museumsreservat Abritus;
62. Russe – das Museumshaus „Baba Tonka“, die Freundschaftsbrücke;
63. Silistra – das historische Museum;
64. Sliwen – das Museumshaus „Chadschi Dimitar“, die Bildergalerie;
65. Kotel – das historische Museum;
66. Scherawna – das architektonisch-ethnografische Reservat;
67. Karlowo – der Siedlungshügel Karanowo;
68. Sofia – das Museum der Revolutionsbewegung;
69. Sofia – das Museumshaus „Dimitar Blagoew“;
70. Sofia – das Nationalmuseum „Georgi Dimitrow“;
71. Sofia – das ethnografische Museum, das archäologische Museum;
72. Sofia – das Museum der bulgarisch-sowjetischen Freundschaft;
73. Sofia – die Nationalgalerie, die Alexander-Newski-Kathedrale und die Krypta;
74. Witoscha – der Gipfel Tscherni Wrach;
75. Kremikowzi – das Metallurgische Kombinat;
76. Samokow – das historische Museum;
77. Rilagebirge – der Gipfel Musala;
78. Kopriwschtiza – das Museumshaus „Ljuben Karawelow“, das Museumshaus „Todor Kableschkow“, das Museumshaus „Georgi Benkowski“, das Museumshaus „Jako Dorosiew“, das Museumshaus „Dimtscho Debeljanow“, das Haus „Oslwekowa“;
79. Sredna Gora – der Gipfel Großer Bogdan;
80. die Gegend Scherkowo – Museum und Denkmal der „Tschawdarzi“; (Tschawdar Woidwoda und sein Heiducken-Trupp);
81. Balkangebirge – die Berghütte Tschawdar;
82. Smoljan – das historische Museum, die Smoljan-Seen;
83. Rhodopen – der Erholungsort Pamporowo;
84. Rhodopen – der Gipfel Persenik, die Felsformation Tschudnite Mostowe;
85. Stara Sagora – das historische Museum, der Leninpark;
86. Kasanlak – das historische Museum, das Thrakergrab von Kasanlak, das Museumshaus „Tschudomir“, das Rosenölmuseum (Museum der Rosenöl-Rose);
87. Schipka – die Gedächtniskirche;
88. Balkangebirge – der Nationalpark Busludscha (Gipfel Busludscha);
89. Balkangebirge – der Gipfel Stoletow, das Freiheitsdenkmal bei Schipka;
90. der Energiekomples „Mariza Ost“, das Wärmekraftwerk „Komsomolska“;
91. Baltschik – der Palast, der Erholungsort Albena;
92. Kawarna – Kaliakra;
93. Jastrebina – Denkmal der 18 Partisanen;
94. Dimitrowgrad – Museum des Aufbaus des Sozialismus, Stickstoffdünger-Werk;
95. Schumen – historisches Museum, Museumshaus „Wassil Kolarow“;
96. Madara – der Reiter von Madara, das archäologische Museum;
97. Pliska – das archäologische Museum;
98. Weliki Preslaw – das archäologische Museum, Parlejna;
99. Jambol – das historische Museum;
100. eine vorbildliche TKZS – „Trudowo kooperatiwno semedelsko stopanstwo“ (bulgarisch Трудово кооперативно земеделско стопанство), analog den Kolchosen in der Sowjetunion bzw. der LPG in der DDR.